# LocoRoco
LocoRoco es un videojuego Japonés lanzado en el año 2006 únicamente para la consola portátil PSP de Sony. El juego fue desarrollado y publicado por SCE. En el juego el jugador debe "inclinar" el ambiente para mover a una variedad de criaturas llamadas LocoRoco. El juego fue creado por Tsutomu Kouno, mismo creador del Patapon.
Sony anunció en 2017 que saldría una versión remasterizada a la venta, para PlayStation 4.

## Historia
Viviendo felizmente en un planeta muy lejano, los LocoRoco y sus amigos, Mui Mui, ayudaban a que creciera vegetación y cuidaban de la naturaleza, haciendo del planeta un lugar agradable para vivir, jugar y cantar todos los días, pero un día el ejército Moja llegó del espacio exterior e invadió el planeta. Como los LocoRocos no saben cómo pelear contra ellos el jugador asume el rol de "planeta", pudiendo inclinar el entorno para mover a los LocoRoco y así poder vencer a los Mojas y salvar el planeta. El jugador además conocerá muchos personajes a lo largo de la aventura, los cuales pueden ser buenos o malos.

## Jugabilidad
El jugador controla el planeta donde los LocoRoco viven. El planeta se inclina y se sacude usando los botones L y R y así mover a los LocoRocos. Apretando el botón "círculo" los LocoRocos más grande se pueden dividir en otros más pequeños y manteniendo apretado el botón "círculo" se vuelven a juntar para formar uno más grande. La división de los Locoroco se usa especialmente para pasar por espacios angostos o para resolver cierta clase de puzles. En el juego hay 5 mundos para completar. Cada mundo consta de 8 niveles.
El objetivo de cada nivel es encontrar y comer la mayor cantidad de "berries" posibles para incrementar el tamaño del LocoRoco. Cada "berry" añade un LocoRoco más al anterior, incrementando su tamaño. Se puede alcanzar un máximo de 20. También hay "Pickories" y "Mui Mui" para encontrar. Los "Pickories" son usados para jugar minijuegos, como "Grúa Mui Mui" y "Chuppa Chuppa". Los Mui Mui sirven para desbloquear minijuegos y música para la "Casa Loco". También se deben evadir los obstáculos del nivel. Los dos principales obstáculos son "Burrs" (espinas) y los "Mojas", que pueden causar la muerte de un LocoRoco o de perder si es que se muere el último LocoRoco.
Además el jugador recolecta "Objetos Casa Loco", que son guardados y disponibles para su uso en "Casa Loco". Hay distintas variedades de estos objetos. Hay objetos de 1 estrella (común) 2 estrellas y 3 estrellas (raro). Pueden obtenerse al encontrar Mui Muis, de parte de un personaje de un nivel si es que el jugador ha logrado recolectar cierta cantidad de LocoRocos. Hay 144 objetos para coleccionar. 40 de ellos son especiales (cada uno representando a un LocoRoco) y solo pueden obtenerse consiguiendo 20 LocoRocos en cada uno de los cuarenta niveles del juego.

## Extras
Además del juego principal el juego posee una variedad de extras y minijuegos.

### Casa Loco
Los objetos "Casa Loco" recolectados en el juego principal o en minijuegos pueden usarse para construir una especie de mini parque de diversiones para los LocoRoco del jugador. Los LocoRoco no pueden manejarse en "Casa Loco", sólo se les puede observar como juegan e interactúan con la "Casa Loco" creada. Una vez recolectados, los objetos "Casa Loco" pueden ser seleccionados desde un menú y colocarse en "Casa Loco". Los objetos pueden ser rotados (con algunas excepciones), pero no se les puede cambiar de tamaño o ser volteados antes de ser ubicados. Una vez ubicados los objetos en "Casa Loco", los jugadores pueden presionar el botón START para que los LocoRoco recolectados por el usuario exploren la "Casa Loco". Además, para un desafío adicional, hay objetos "Casa Loco" flotando dentro de la casa. El jugador puede poner los objetos de tal forma que sus LocoRoco lleguen hasta el objeto. Así un objeto se añadirá aleatoriamente a la colección de objetos.